# Guillermo Rivera Fúquene
Guillermo Rivera Fúquene (Bogotá 19 de mayo de 1956 - Ibagué 22 de abril de 2008) fue un líder sindical colombiano.
Fue desaparecido y asesinado.

## Biografía
Era economista de la Universidad Autónoma de Colombia con una maestría en la Pontificia Universidad Javeriana, era militante del Partido Comunista Colombiano y del Polo Democrático Alternativo, fue asesor de Aída Abella y Mario Upegui concejales por la Unión Patriótica. Miembro de la Confederación de Trabajadores de Colombia (CTC).
Fue miembro del sindicato de la Contraloría de Bogotá, presidente del Sindicato de Servidores Públicos de Bogotá.
Esposo de Sonia Betancur y padre de dos hijas.

## Desaparición y asesinato
Desaparecido en Bogotá el 22 de abril de 2008, tras haber sido detenido por la Policía Nacional, cerca a su residencia en el Barrio El Tunal, su cadáver se encontró el 24 de abril de 2008, con rastros de tortura y sin identificar en un botadero de escombros de Ibagué.Su cuerpo fue reconocido el 15 de julio de 2008, fue sepultado en Bogotá el 17 de julio de 2008.